# Анри Масон
Ежен Анри Масон (фр. Eugène Henri Masson; Париз, 17. јануар 1872 — Медон, 17. јануар 1963) је био француски мачевалац који се такмичио крајем 19. и почетком 20. века. Специјалност му је била дисциплина флорет.
Учествовао је на Летњим олимпијским играма 1900. у Паризу. Такмичио се у дисциплини флорет појединачно. У финалу је изгубио од свог земљака Емила Коста и освојио сребрну медаљу.